# Club politique Ekoglasnost
Le Club politique Ekoglasnost (en bulgare Политически клуб „Екогласност“ ou ПКЕ) est un parti politique écologiste bulgare.

## Histoire
Le Club politique Ekoglasnost fut fondé à Sofia en 1990. Il participa à toutes les élections parlementaires tenues entre 1990 et 2001. À trois de ces élections, il obtint des députés à l’Assemblée nationale. Aux élections parlementaires de 2001, il obtint moins de 0,75 % des voix et aucun siège au Parlement.
En 2005, la Commission électorale centrale refusa d'enregistrer le parti comme participant aux élections parlementaires car il n'avait pas fourni l'ensemble des documents requis par la loi. Ce refus fit l'objet de nombreux recours dont devant la Cour européenne des droits de l'homme.